# Дидактичка анализа
Дидактичка анализа је, по канонима психоанализе, анализа кроз коју сваки психоаналитичар после школовања, а пре личне клиничке праксе, да би стекао терапеутску дозволу, мора сам проћи, кроз исти аналитички поступак кроз који ће пролазити и његови будући клијенти. Тек после позитивне оцене, која се добија пошто је психоаналитичар кроз анализу разрешио већину својих скривених унутрашњих сукоба, добија се дозвола за рад и вођење психоаналитичких сеанси.